# Luxemburgs administrativa indelning

Luxemburgs kantonter (franska)

Luxemburgs kantoner (luxemburgska)

Luxemburg (luxemburgiska: Groussherzogtum Lëtzebuerg, franska: Grand-Duché de Luxembourg, tyska: Großherzogtum Luxemburg) är administrativt indelat i 12 områden.
Dessa kallas kantoner (cantons) och är i sin tur indelade i 105 kommuner (communes). Kommunen är landets minsta administrativa enhet.
Tidigare var landet även indelat i 3 distrikt (Diekirch i norra delen, Grevenmacher i östra delen och Luxembourg i södra delen), vilka avskaffades 2015.

## Kantoner
| nr |  | kanton                                     | huvudort           | yta (km²) | ingående enheter |
| -- |  | ------------------------------------------ | ------------------ | --------- | ---------------- |
| 1  |  | Clervaux Canton de Clervaux                | Clervaux           | 342,00    | 5 communes       |
| 2  |  | Wiltz Canton de Wiltz                      | Wiltz              | 265,00    | 7 communes       |
| 3  |  | Vianden Canton de Vianden                  | Vianden            | 78,50     | 3 communes       |
| 4  |  | Diekirch Canton de Diekirch                | Diekirch           | 205,00    | 10 communes      |
| 5  |  | Redange Canton de Redange                  | Redange-sur-Attert | 267,00    | 10 communes      |
| 6  |  | Mersch Canton de Mersch                    | Mersch             | 224,00    | 10 communes      |
| 7  |  | Echternach Canton de Echternach            | Echternach         | 186,00    | 7 communes       |
| 8  |  | Capellen Canton de Capellen                | Capellen           | 199,00    | 9 communes       |
| 9  |  | Grevenmacher Canton de Grevenmacher        | Grevenmacher       | 211,00    | 8 communes       |
| 10 |  | Luxemburg Canton de Luxembourg             | Luxemburg          | 238,00    | 11 communes      |
| 11 |  | Esch-sur-Alzette Canton d'Esch-sur-Alzette | Esch-sur-Alzette   | 243,00    | 14 communes      |
| 12 |  | Remich Canton de Remich                    | Remich             | 128,00    | 8 communes       |